# Gran Premi del Canadà de motociclisme
|  | Aquest article tracta sobre velocitat. Si cerqueu informació sobre motocròs, vegeu «Gran Premi del Canadà de Motocròs». |

El Gran Premi del Canadà de motociclisme fou un esdeveniment esportiu que es disputà en una sola ocasió (la temporada de 1967) al Circuit de Mosport, dins del calendari del Campionat del món de motociclisme.

## Nom oficial i patrocinador
- Canadian Grand Prix (sense patrocinador oficial)

## Lloc i data
- Mosport Park (Bowmanville), 29-30 de setembre de 1967

## Guanyadors
| Any  | 125 cc   | 125 cc | 250 cc        | 250 cc | 500 cc        | 500 cc | Detalls |
| Any  | Pilot    | Moto   | Pilot         | Moto   | Pilot         | Moto   | Detalls |
| ---- | -------- | ------ | ------------- | ------ | ------------- | ------ | ------- |
| 1967 | Bill Ivy | Yamaha | Mike Hailwood | Honda  | Mike Hailwood | Honda  | Detalls |